# DEFA6
DEFA6 (англ. Defensin alpha 6) – білок, який кодується однойменним геном, розташованим у людей на короткому плечі 8-ї хромосоми. Довжина поліпептидного ланцюга білка становить 100 амінокислот, а молекулярна маса — 10 975.
| 10         |  | 20         |  | 30         |  | 40         |  | 50         |
| ---------- |  | ---------- |  | ---------- |  | ---------- |  | ---------- |
| MRTLTILTAV |  | LLVALQAKAE |  | PLQAEDDPLQ |  | AKAYEADAQE |  | QRGANDQDFA |
| VSFAEDASSS |  | LRALGSTRAF |  | TCHCRRSCYS |  | TEYSYGTCTV |  | MGINHRFCCL |
|            |  |            |  |            |  |            |  |            |

A: Аланін

C: Цистеїн

D: Аспарагінова кислота

E: Глутамінова кислота

F: Фенілаланін

G: Гліцин

H: Гістидин

I: Ізолейцин

K: Лізин

L: Лейцин

M: Метіонін

N: Аспарагін

P: Пролін

Q: Глутамін

R: Аргінін

S: Серин

T: Треонін

V: Валін

Кодований геном білок за функціями належить до антибіотиків, антимікробних білків, фунгіцидів. 
Секретований назовні.